# En liten film om kärlek
En liten film om kärlek är en romantisk dramafilm från 1988 av den polske regissören Krzysztof Kieślowski. Manuskriptet skrevs av Kieślowski och Krzysztof Piesiewicz.
Filmen är en förlängd version av Dekalogen VI från TV-serien Dekalogen. Den utspelar sig i Warszawa och handlar om förhållandet mellan en ung man och en äldre kvinna.
Filmen blev flerfaldigt prisbelönad med bland annat fyra priser vid Filmfestivalen i Gdynia och två priser vid Filmfestivalen i San Sebastián.